# Primera División de Bolivia 1981
La Primera División 1981 fue un campeonato de fútbol correspondiente a la quinta temporada de la Liga de Fútbol Profesional Boliviano. El Campeón Nacional fue Jorge Wilstermann tras derrotar por 1 – 0 a Blooming en el partido definitorio. El subcampeón fue The Strongest al ganar la primera fase gracias a la modalidad de campeonato que se inauguró ese año.

## Formato
La Temporada 1981 fue disputada entre el 3 de mayo de 1981 y el 14 de enero de 1982. Para este campeonato la Liga tuvo la idea de proponer una premaición "Sui Generis". El formato consistió en tres fases: La Primera Fase (Todos contra todos), La Segunda Fase (2 series con 4 clubes clasificados) y La Tercera Fase (Semifinales y Final). Para dar mayor competitividad y reconocimiento al ganador de la Primera fase se decidió que el ganador de aquella se clasifique a la Copa Libertadores de América del año siguiente, por lo que sería proclamado subcampeón de esa temporada, claro está, en caso de que no calsifique en mejor posición en las siguientes fases (es decir, que sea campeón). Un club recibió 2 puntos por partido ganado, 1 punto por partido empatado y 0 puntos por partido perdido. Los clubes son clasificados por puntos, y los criterios de desempate son, en el siguiente orden: diferencia de goles, goles marcados y resultados directos entre equipos empatados.
 Primera Fase 
Catorce clubes compitieron todos contra todos en dos vueltas (local y visitante), jugando un total de 26 partidos cada uno, clasificarían los ocho primeros a la siguiente fase. Pero al ganador de esta fase se le adjudicaría un trofeo, clasificaría a la Copa Libertadores de 1982 y sería nombrado subcampeón nacional en caso de no clasificar en mejor puesto en las siguientes.
El último club de esta fase es reemplazado por el campeón de la Asociación de Fútbol de su misma ciudad.
 Segunda Fase
Los primeros 8 clubes de la fase anterior son distribuidos en dos Series: La Serie A: compuesta por los clasificados en orden impar y la Serie B: compuesta por los clasificados en orden par. Los dos primeros de cada serie clasificarían a la siguiente fase de eliminación directa.
 Fase Final
Los dos primeros de cada serie en la fase anterior juegan una eliminatoria para definir al Campeón Nacional. Primero dos semifinales entre el primero de la serie A con el segundo de la serie B y la otra semifinal de con el ganador de la serie B y el segundo de la serie A. No habría un tercer partido en caso de empate por lo que se haría valer el gol diferencia. Finalmente los ganadores de ambas semifinales jugarían la Final del campeonato en dos partidos ida y vuelta. Excepcionalmente, si existe igualdad de puntos en los dos partidos de la final, se debe jugar un partido de desempate en cancha neutral para definir al Campeón Nacional, pero el perdedor de este partido no sería necesariamente el subcampeón. Si el ganador de la primera fase llegara a este partido y lo ganse sería proclamado Campeón Nacional y el perdedor debería jugar un partido definitorio por el subcampeonato con el segundo de la primera fase; en caso de que pierda el partido final, sería el subcampeón indiscutible;  pero en caso de que el ganador de la primera fase no llegara a este partido, solo el ganador sería nombrado Campeón y el subcampeón sería automáticamente el ganador de la primera fase.

## Equipos y Estadios
| Equipo                  | Fundación               | Ciudad     | Estadio                 |
| ----------------------- | ----------------------- | ---------- | ----------------------- |
| Always Ready            | 13 de abril de 1933     | La Paz     | Simón Bolívar           |
| Aurora                  | 27 de mayo de 1935      | Cochabamba | Félix Capriles          |
| Blooming                | 1 de mayo de 1946       | Santa Cruz | Ramón Tahuichi Aguilera |
| Bolívar                 | 12 de abril de 1925     | La Paz     | Simón Bolívar           |
| Deportivo Municipal     | 20 de octubre de 1944   | La Paz     | Luis Lastra             |
| Guabirá                 | 13 de abril de 1962     | Santa Cruz | Ramón Tahuichi Aguilera |
| Independiente Petrolero | 4 de abril de 1932      | Sucre      | Morro de Surapata       |
| Independiente Unificada | 1 de abril de 1926      | Potosí     | Potosí                  |
| Oriente Petrolero       | 5 de noviembre de 1955  | Santa Cruz | Ramón Tahuichi Aguilera |
| Petrolero               | 16 de abril de 1950     | Cochabamba | Félix Capriles          |
| Real Santa Cruz         | 2 de mayo de 1962       | Santa Cruz | Ramón Tahuichi Aguilera |
| San José                | 19 de marzo de 1942     | Oruro      | Jesús Bermúdez          |
| The Strongest           | 8 de abril de 1908      | La Paz     | Hernando Siles          |
| Wilstermann             | 24 de noviembre de 1949 | Cochabamba | Félix Capriles          |

## Primera Fase
| Pos | Equipo                  | Pts | PJ | PG | PE | PP | GF | GC | Dif |
| --- | ----------------------- | --- | -- | -- | -- | -- | -- | -- | --- |
| 1º  | The Strongest           | 38  | 26 | 16 | 6  | 4  | 71 | 30 | 41  |
| 2º  | Bolívar                 | 37  | 26 | 17 | 3  | 6  | 62 | 32 | 30  |
| 3º  | Oriente Petrolero       | 37  | 26 | 16 | 5  | 5  | 50 | 22 | 28  |
| 4º  | Petrolero               | 33  | 26 | 15 | 3  | 8  | 41 | 27 | 14  |
| 5º  | Blooming                | 32  | 26 | 12 | 8  | 6  | 55 | 37 | 18  |
| 6º  | Wilstermann             | 29  | 26 | 11 | 7  | 8  | 57 | 34 | 23  |
| 7º  | Guabirá                 | 28  | 26 | 11 | 6  | 9  | 36 | 53 | -17 |
| 8º  | Deportivo Municipal     | 26  | 26 | 10 | 6  | 10 | 45 | 47 | -2  |
| 9º  | Aurora                  | 23  | 26 | 9  | 5  | 12 | 51 | 54 | -3  |
| 10º | San José                | 18  | 26 | 8  | 2  | 16 | 30 | 52 | -22 |
| 11º | Real Santa Cruz         | 17  | 26 | 7  | 3  | 16 | 32 | 60 | -28 |
| 12º | Independiente Petrolero | 17  | 26 | 5  | 7  | 14 | 30 | 69 | -39 |
| 13º | Independiente Unificada | 17  | 26 | 4  | 9  | 13 | 26 | 42 | -16 |
| 14º | Always Ready            | 12  | 26 | 4  | 4  | 18 | 31 | 58 | -27 |

Pts = Puntos; PJ = Partidos Jugados; G = Partidos Ganados; E = Partidos Empatados; P = Partidos Perdidos; GF = Goles Anotados; GC = Goles Recibidos; Dif = Diferencia de gol
|  | Clasificados a la Serie A.                                                                      |
|  | Clasificados a la Serie B.                                                                      |
|  | Descenso: Reemplazado por Chaco Petrolero (Campeón de la Asociación de Fútbol de La Paz – AFLP) |

## Segunda Fase

### Serie A
| Pos | Equipo            | Pts | PJ | PG | PE | PP | GF | GC | Dif |
| --- | ----------------- | --- | -- | -- | -- | -- | -- | -- | --- |
| 1º  | Blooming          | 8   | 6  | 3  | 2  | 1  | 9  | 4  | 5   |
| 2º  | Guabirá           | 8   | 6  | 3  | 2  | 1  | 8  | 3  | 5   |
| 3º  | The Strongest     | 8   | 6  | 4  | 0  | 2  | 12 | 10 | 2   |
| 4º  | Oriente Petrolero | 0   | 6  | 0  | 0  | 6  | 4  | 16 | -12 |

Pts = Puntos; PJ = Partidos Jugados; G = Partidos Ganados; E = Partidos Empatados; P = Partidos Perdidos; GF = Goles Anotados; GC = Goles Recibidos; Dif = Diferencia de gol
|  | Clasificados a Semifinales. |

### Serie B
| Pos | Equipo              | Pts | PJ | PG | PE | PP | GF | GC | Dif |
| --- | ------------------- | --- | -- | -- | -- | -- | -- | -- | --- |
| 1º  | Wilstermann         | 9   | 6  | 4  | 1  | 1  | 10 | 3  | 7   |
| 2º  | Deportivo Municipal | 5   | 6  | 2  | 1  | 3  | 11 | 11 | 0   |
| 3º  | Petrolero           | 5   | 6  | 2  | 1  | 3  | 9  | 12 | -3  |
| 4º  | Bolívar             | 5   | 6  | 2  | 1  | 3  | 8  | 12 | -4  |

Pts = Puntos; PJ = Partidos Jugados; G = Partidos Ganados; E = Partidos Empatados; P = Partidos Perdidos; GF = Goles Anotados; GC = Goles Recibidos; Dif = Diferencia de gol
|  | Clasificados a Semifinales. |

## Semifinal
|  | Semifinales                                            | Semifinales                                            | Semifinales                                            |   |             | Final                                               | Final                                               | Final                                               | Final                                               |  |
|  | Del 20 de diciembre de 1981 al 23 de diciembre de 1981 | Del 20 de diciembre de 1981 al 23 de diciembre de 1981 | Del 20 de diciembre de 1981 al 23 de diciembre de 1981 |   |             | Del 27 de septiembre de 1981 al 14 de enero de 1982 | Del 27 de septiembre de 1981 al 14 de enero de 1982 | Del 27 de septiembre de 1981 al 14 de enero de 1982 | Del 27 de septiembre de 1981 al 14 de enero de 1982 |  |
|  |                                                        |                                                        |                                                        |   |             |                                                     |                                                     |                                                     |                                                     |  |
|  |                                                        |                                                        |                                                        |   |             |                                                     |                                                     |                                                     |                                                     |  |
|  | Guabirá                                                | 0                                                      | 0                                                      |   |             |                                                     |                                                     |                                                     |                                                     |  |
|  | Guabirá                                                | 0                                                      | 0                                                      |   |             |                                                     |                                                     |                                                     |                                                     |  |
|  | Wilstermann                                            | 3                                                      | 1                                                      |   |             |                                                     |                                                     |                                                     |                                                     |  |
|  | Wilstermann                                            | 3                                                      | 1                                                      |   | Wilstermann | 0                                                   | 1                                                   | 1                                                   |                                                     |  |
|  |                                                        |                                                        |                                                        |   | Wilstermann | 0                                                   | 1                                                   | 1                                                   |                                                     |  |
|  |                                                        |                                                        | Blooming                                               | 0 | 1           | 0                                                   |                                                     |                                                     |                                                     |  |
|  | Deportivo Municipal                                    | 2                                                      | Blooming                                               | 0 | 1           | 0                                                   | 1                                                   |                                                     |                                                     |  |
|  | Deportivo Municipal                                    | 2                                                      |                                                        |   |             |                                                     | 1                                                   |                                                     |                                                     |  |
|  | Blooming                                               | 7                                                      | 3                                                      |   |             |                                                     |                                                     |                                                     |                                                     |  |
|  | Blooming                                               | 7                                                      | 3                                                      |   |             |                                                     |                                                     |                                                     |                                                     |  |
|  |                                                        |                                                        |                                                        |   |             |                                                     |                                                     |                                                     |                                                     |  |

- Nota: En cada llave, el equipo ubicado en la primera línea es el que ejerce la localía en el partido de vuelta.

## Final

### Ida
| No hubo |

| No hubo |

| No hubo |

| No hubo |

### Vuelta
| Anotado | 5' | Gastón Taborga | 1–0 |

| Anotado | 44' | Silvio Rojas | 1–1 |

| Anotado | 5' | Gastón Taborga | 1–0 |

| Anotado | 44' | Silvio Rojas | 1–1 |

### Definitorio
| Anotado | 51' | Gastón Taborga | 1–0 |

| Anotado | 51' | Gastón Taborga | 1–0 |

|                                                                                      |
| Bicampeón LFPB 1980–1981 Wilstermann 2° Título Liguero 9° Título de Primera División |